# Valentijnsdagbloedbad

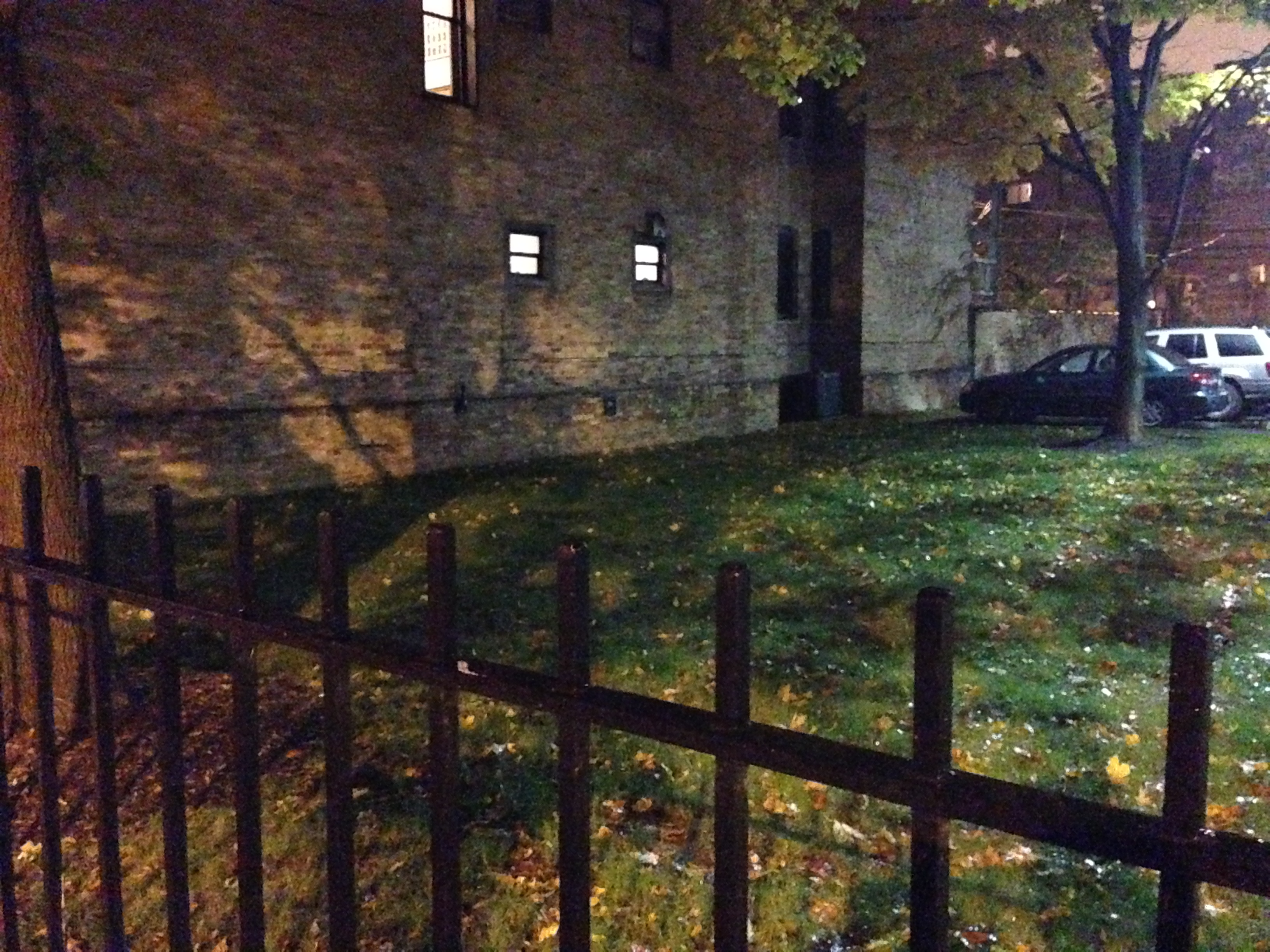
Plaats van het bloedbad

Het Valentijnsdagbloedbad (Engels: St. Valentine's Day Massacre) was een gebeurtenis op 14 februari 1929 (Valentijnsdag) in Chicago, waarbij zeven mannen in koelen bloede doodgeschoten werden. De moordpartij vond plaats bij de SMC Cartage Company, een bedrijf dat als dekmantel gebruikt werd door de North Side Gang, een Amerikaans-Ierse bende onder leiding van George "Bugs" Moran, die het noordelijke deel van Chicago onder controle had. Het bedrijf was gesitueerd aan 2122 North Clark Street in Chicago. De andere betrokken bende had een Amerikaans-Italiaanse achtergrond en stond onder leiding van Al Capone.

## Bedrijf
De SMC Cartage Company diende voornamelijk als garage waar werd geklust aan auto's van bendeleden, maar werd ook gebruikt als afleveradres en opslagplaats voor illegale drank. De eigenaar van het bedrijf is nooit achterhaald, maar het huurcontract van het pand stond op naam van Frank Snyder. Dit was een alias van Adam Heyer. Heyer was de boekhouder van de North Side Gang. Tevens had hij bij diverse door de bende opgezette bedrijven het roer in handen.
Na het bloedbad werd het bedrijf opgedoekt en kwam er een ander bedrijf in het pand. In 1967 werd het pand gesloopt om er parkeerplaatsen aan te kunnen leggen voor een bejaardentehuis.

## Gebeurtenis
Rond 10.00 uur in de ochtend van 14 februari 1929 verzamelde een groep van zeven mannen zich bij de SMC Cartage Company. Vijf van de mannen waren gangsters, één een automonteur die regelmatig ingehuurd werd door Bugs Moran en één was een opticien die graag optrok met gangsters. Terwijl de mannen, gekleed in hun beste pak, op Bugs Moran wachtten, stopte er een politiewagen voor het pand. Hoogstwaarschijnlijk dachten de mannen in het pand dat de politie een normale controle kwam uitvoeren, wat wel vaker gebeurde in die tijd bij bedrijven waarvan vermoed werd dat het dekmantels waren van bendes. De mannen werden met het gezicht naar de muur toe gezet en vervolgens neergeschoten. Buurtbewoners die afkwamen op het geluid van machinegeweren zagen vervolgens twee mannen in politie-uniform en drie mannen in trenchcoat naar buiten komen. Deze stapten allen in de politiewagen en reden weg. De buurtbewoners dachten dat de twee 'politieagenten' een schotenwisseling hadden gehad met de drie gangsters in de trenchcoats en deze vervolgens hadden gearresteerd. Pas drie uur na de gebeurtenis arriveerden de eerste echte politieagenten. Ze kwamen af op de melding van buurtbewoners dat er in het gebouw al een paar uur een hond jankte.

## Onderzoek
De agenten die het pand als eerste betraden, troffen daar in eerste instantie een Duitse herder aan die vastzat onder de voorkant van een vrachtwagen die gebruikt werd voor illegale dranktransporten. Toen de agenten naar de achterkant van de vrachtwagen liepen, zagen ze de lichamen van de zeven mannen in grote bloedplassen liggen. Op de vloer lagen in totaal 72 kogelhulzen. Zeventig daarvan waren afkomstig uit twee Thompsonpistoolmitrailleurs (Tommyguns) en twee hulzen waren afkomstig uit twee hagelgeweren. Nadat de mannen herkend waren als gangsters van de bende van Bugs Moran, werd de zaak overgedragen aan het Federal Bureau of Investigation (FBI).

### Liquidatiepoging op Bugs Moran
Al vroeg in het onderzoek concludeerde de FBI dat het bloedbad waarschijnlijk bedoeld was om George "Bugs" Moran te liquideren. Ooggetuigen wisten te melden dat ze George Moran, tezamen met Willy Marks en Ted Newbury, gezien hadden toen ze in de ochtend richting de SMC Cartage Company liepen, en dat ze omkeerden toen ze de politiewagen voor de deur zagen staan. Uit officiële FBI-documenten blijkt dat de FBI dacht dat een van de slachtoffers bij aankomst bij de SMC Cartage Company waarschijnlijk door spotters van het moordenaarsteam per ongeluk werd aangezien voor George Moran, waarop de moordenaars in actie kwamen. Volgens verschillende verhoren van mensen uit de kennissenkring van Bugs Moran blijkt dat hij altijd ontkend heeft die ochtend ook maar in de buurt te zijn geweest van de SMC Cartage Company. Wel erkende hij alle zeven mannen in kwestie te kennen. Toch blijft zelfs nu nog de FBI altijd volhouden dat het een liquidatiepoging op George Moran was.

### Dranksmokkel
In eerste instantie werd vermoed dat de zeven mannen in het pand aanwezig waren om de vrachtwagen met illegale drank te legen. Men kwam daar echter al snel op terug aangezien alle mannen hun beste pak aan hadden, wat zeer vreemd is als je stoffige vieze kratten wilt gaan uitladen. De precieze reden waarom de zeven mannen in het pand aanwezig waren is dan ook onduidelijk; mogelijk alleen om de vrachtwagen zelf in ontvangst te nemen van The Purple Gang. Toch geloofde de FBI dat de aanwezige vrachtwagen met illegale drank, die vanuit Canada door The Purple Gang aan Bugs Morans bende was geleverd, een grotere rol speelde in het bloedbad. Waarschijnlijk diende hij om George Moran naar het bewuste bedrijfspand te lokken.

## Slachtoffers

### Peter Gusenburg
Peter Gusenburg (geboren in Chicago op 28 september 1888), ook wel bekend als John Pryor/Peter Gusenberg/Peter Gusenberger/Goosey/Peter Gorman, was een van de belangrijkste leden van de bende van Bugs Moran. Hij was van Duitse afkomst. Hij zou tevens een van de schutters geweest zijn bij de liquidatiepoging op Al Capone op 20 september 1926. Hierbij werden een paar duizend kogels afgevuurd vanuit voorbijrijdende auto's op het Hawthorne Hotel, waar Al Capone op dat moment dineerde.

### Frank Gusenburg
Frank Gusenburg (geboren in Chicago op 11 oktober 1892), ook wel bekend als Frank Gusenberg/Frank Gusenberger/Hock/Carl Bloom/Howard Morgan/Fred Gusenberg/Frank Gould, was de jongere broer van Peter Gusenberg en ook een belangrijk lid van Bugs Morans bende. Ook hij was van Duitse afkomst. Ondanks 14 schotwonden leefde Frank nog (als enige) toen de politie arriveerde. Hij werd met spoed naar het ziekenhuis gebracht. Toen hij daar door agenten werd ondervraagd, was het enige wat hij zei "Nobody shot me" (Niemand heeft mij neergeschoten). Daarmee hield hij zich aan de omerta, maar het zorgde er ook voor dat het voor de politie en de FBI haast onmogelijk werd om de daders te achterhalen. Het is ook mogelijk dat Gusenburg de schutters simpelweg niet herkend heeft.

### Albert Kachellek
Albert Kachellek (geboren in Krojoencke (Duitsland) op 25 februari 1887), ook wel bekend als James (Jim) Clark, was de rechterhand van George Moran. Mocht er ooit iets gebeuren met Moran, dan zou Kachellek hem opvolgen als leider van de bende. Op 19 januari 1929 vermoordde Kachellek samen met Peter en Frank Gusenberg de gangster Pasqualino "Patsy" Lolordo en diens vrouw Aleina Lolordo. Patsy was een gangster van Al Capones bende.

### Adam Heyer
Adam Heyer (geboren in 1889), ook wel bekend als Frank Snyder, was de boekhouder van de bende. Naast het boekhouden stuurde hij ook alle bedrijven van de bende aan. Het huurcontract van het pand waar het bloedbad plaatsvond stond op zijn naam.

### Albert R. Weinshenker
Albert Weinshenker (geboren in Chicago op 23 december 1893), ook wel bekend als Albert Weinshank, was van Russische afkomst en was een van de leidende figuren voor het witwassen van geld van de North Side Gang. Vanwege zijn uiterlijke gelijkenis met George Moran is het mogelijk dat hij degene is die het spottersteam van de moordenaars aanzag voor George Moran.

### Reinhart Schwimmer
Reinhart Schwimmer (geboren in Chicago op 1 december 1899) was een opticien die zichzelf, hoewel hij geen medische opleiding gevolgd had, liever optometrist noemde. Hij was verslaafd aan het gokken op paardenraces en werd graag gezien met belangrijke gangsters, hoewel hij zelf geen gangster was.

### John May
John May (geboren in Chicago op 28 september 1893) was een automonteur die regelmatig aan wat auto's van de North Side Gang kluste. In het verleden was hij weleens gearresteerd (zij het nooit veroordeeld), maar hij probeerde al jaren op een eerlijke manier geld te verdienen. Hij wilde liever ook niet voor de North Side Gang werken, maar uit geldnood zag hij zich regelmatig gedwongen toch wat klusjes voor leden van de bende op te knappen.

## Verdachten

### Al Capone
Vanaf het moment dat de politie en de FBI van de moordpartij afwisten, werd Al Capone verdacht als opdrachtgever. Het was een bekend gegeven dat Al Capone en zijn Amerikaans-Italiaanse bende, die de zuidelijke kant van Chicago beheerde, al langere tijd in de clinch lagen met George Moran en zijn Amerikaans-Ierse bende, die de noordelijke kant van Chicago beheerde. Naast het gegeven dat Capone al lange tijd ruzie had met Moran, werd hij ook gelinkt aan enkele andere verdachten van het bloedbad zoals The Purple Gang en Jack "Machinegun" McGurn. Tijdens het bloedbad was Capone overigens niet in Chicago maar in Florida. Vermoed wordt dat hij expres een vakantie in Florida gepland had zodat hij niet verdacht zou worden. Het is echter nooit bewezen dat Capone de opdrachtgever was of zelfs maar iets met het bloedbad te maken heeft gehad.

### Jack McGurn
Jack McGurn werd ervan verdacht van Al Capone de opdracht te hebben gekregen om de aanslag uit te voeren. Deze maffioso had een suite in het Stevens Hotel en gebruikte dat als alibi. Hij verklaarde dat hij de dag van het bloedbad de liefde had bedreven met zijn vriendin Louise Rolfe in kamer 1919A.

### The Purple Gang
The Purple Gang, die ook wel bekend was onder de naam Sugar House Gang, was een bende uit Detroit van voornamelijk Joodse gangsters die in Detroit en omgeving zeer bekend waren als dranksmokkelaars en kapers. Ze werden nooit verdacht van het executeren van de zeven mannen, maar wel van het spelen van een rol in het verhaal. Het was alom bekend dat The Purple Gang drank leverde aan ieder die ervoor betaalde en dat Al Capone veel van hun diensten gebruikmaakte. De door The Purple Gang geleverde vrachtwagen met illegale drank in de SMC Cartage Company deed vermoeden dat ze een rol speelden in het in de val lokken van Bugs Moran. Tevens was bekend dat The Purple Gang, hoewel die zelf zeer gewelddadig was en moord niet schuwde, met enige regelmaat gebruikmaakte van de diensten van Fred "Killer" Burke, een voormalig lid van de Egan's Rats bende, die nadat hij de bende verlaten had verder ging als huurmoordenaar.

### Fred Burke
Fred Burke geldt nog steeds als hoofdverdachte van het uitvoeren van de moorden. Hij voerde vaak liquidaties uit voor The Purple Gang en stond bekend om het gebruik van Tommyguns. Zo was hij de eerste die de pistoolmitrailleur gebruikte in de Detroitse onderwereld, toen hij op 28 maart 1927 drie rivaliserende gangsters doodschoot in het Bloedbad van Miraflores. Hoewel hij al enige tijd in onmin leefde met The Purple Gang, werkte hij voor Al Capone die op zijn beurt wél gebruikmaakte van de diensten van die bende. Toen de politie in december 1929 een inval deed in de bungalow van Burke, vond men daar een kogelvrij vest, geld afkomstig van een bankoverval, twee Tommyguns, enkele pistolen en duizenden kogels. Ballistische testen wezen uit dat de mitrailleurs gebruikt waren bij de moordpartij bij de SMC Cartage Company. Tevens wees een test uit dat een ervan ook gebruikt was bij de liquidatie van Frank Yale. Er was verder echter geen bewijs tegen Burke. Uiteindelijk werd hij in 1931 opgepakt en veroordeeld voor de moord op een agent. Een kleine zeven jaar later overleed hij in de gevangenis. Hij heeft altijd ontkend iets te maken te hebben gehad met het Valentijnsdagbloedbad.